# PNC Financial Services
The PNC Financial Services Group, Inc. è una holding bancaria americana e una società di servizi finanziari con sede a Pittsburgh, in Pennsylvania. La sua filiale bancaria, PNC Bank , opera in 27 stati e nel Distretto di Columbia, con 2.629 filiali e 9.523 sportelli bancomat. PNC Bank è nell'elenco delle banche più grandi degli Stati Uniti per asset ed è una delle banche più grandi per numero di filiali, depositi e numero di sportelli bancomat.
L'azienda fornisce anche servizi finanziari quali gestione patrimoniale, pianificazione patrimoniale, gestione dei prestiti ed elaborazione delle informazioni. PNC è uno dei maggiori istituti di credito della Small Business Administration e uno dei maggiori emittenti di carte di credito. Fornisce inoltre prestiti basati su asset a società di private equity e società del mercato medio. PNC gestisce una delle più grandi attività di gestione della tesoreria e il secondo più grande organizzatore di prestiti sindacati basati su asset negli Stati Uniti. Harris Williams & Co., una filiale della società, è una delle più grandi società di consulenza su fusioni e acquisizioni del paese per aziende del mercato medio. Midland Loan Services, una divisione di PNC Real Estate con sede a Overland Park, in Kansas e fondata nel 1991, è classificata dalla Mortgage Bankers Association come il secondo più grande master e primario gestore di prestiti di banche commerciali e istituti di risparmio.

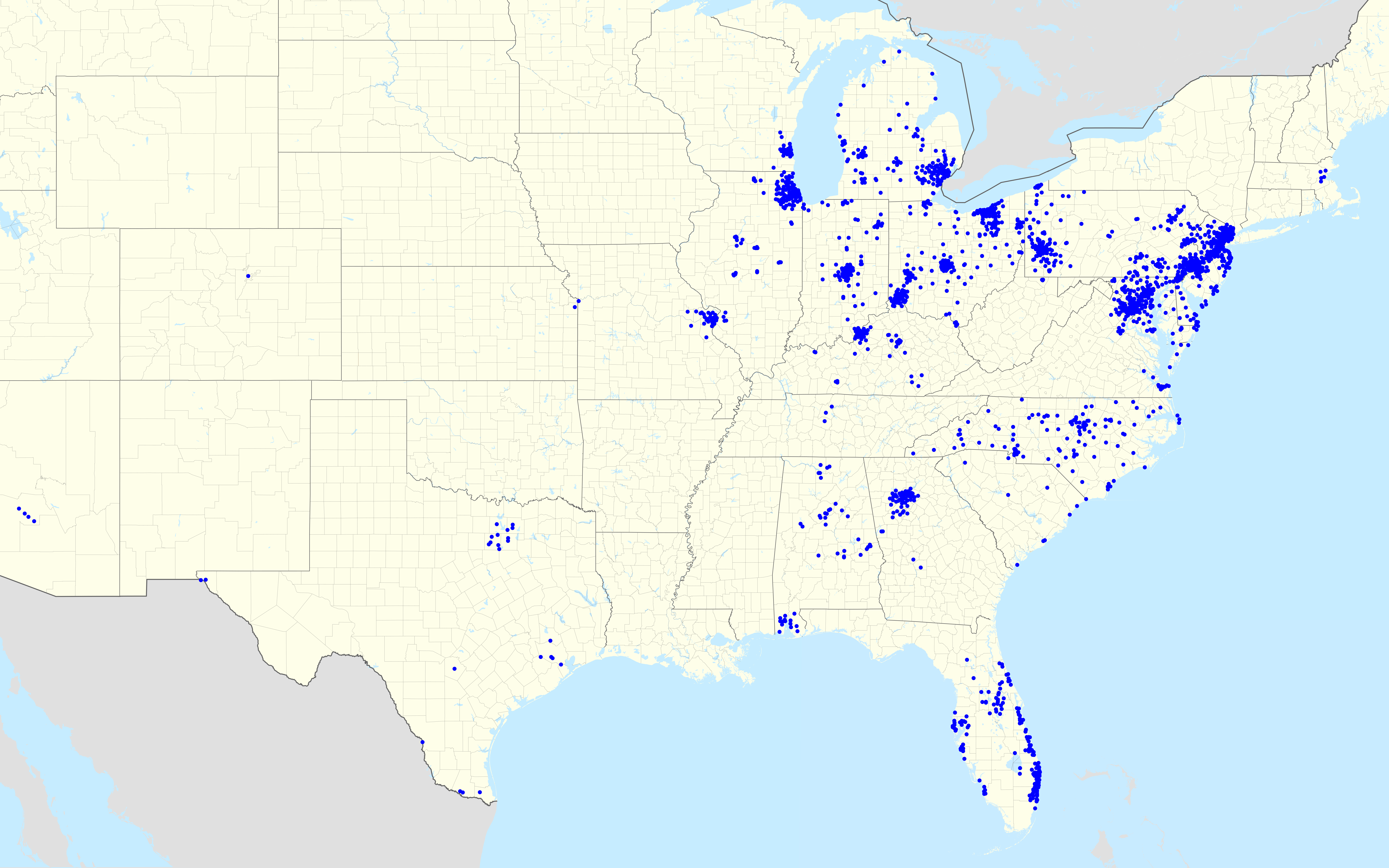
Distribuzione delle filiali PNC nel novembre 2021

Il nome "PNC" deriva dalle iniziali di entrambe le due società predecessori della banca: Pittsburgh National Corporation e Provident National Corporation, che si fusero nel 1983. PNC Mortgage (ex National City Mortgage) è accreditato di aver finanziato il primo mutuo negli Stati Uniti Uniti e ha uffici in tutto il paese.

## Storia

### Pittsburgh Trust and Savings Company (1845)
PNC Financial Services fa risalire la sua storia alla Pittsburgh Trust and Savings Company, fondata a Pittsburgh, Pennsylvania, il 10 aprile 1845. A causa della lunga ripresa dal grande incendio di Pittsburgh, Pittsburgh Trust and Savings non fu pienamente operativo fino al 28 gennaio 1852.  Originariamente aprì uffici a Liberty Avenue e 12th Street. La banca fu ribattezzata The Pittsburgh Trust Company nel 1853. Nel 1858, la società collocò i suoi uffici aziendali all'angolo tra Fifth Avenue e Wood Street a Pittsburgh, dove sono ancora oggi. La banca cambiò nome in First National Bank of Pittsburgh nel 1863 dopo essere diventata la prima banca del paese a richiedere una carta nazionale come parte del National Banking Act di quell'anno. Ricevette il 48º statuto il 5 agosto 1863.

### Pittsburgh Nationale Bank (1959)
Nel 1946, la First National si fuse con la Peoples-Pittsburgh Trust Company, con la quale aveva lavorato a stretto contatto sin dagli anni '30, per formare la Peoples First National Bank & Trust. Nel 1959, la Peoples First si fuse con la Fidelity Trust Company per formare la Pittsburgh National Bank. In questo momento, la banca adottò la prima versione del logo attuale: un triangolo stilizzato che rappresenta il Triangolo d'oro della città. Nel 1969, la banca si riorganizzò come holding, Pittsburgh National Corporation.

### PNC Financial Corporation (1982)
Nel 1982, la Pittsburgh National Corporation e la Provident National Corporation, entrambe con PNC come abbreviazione, si fusero in una nuova entità denominata PNC Financial Corporation. All'epoca fu la più grande fusione bancaria nella storia americana e creò una società con un patrimonio di 10,3 miliardi di dollari. Tra il 1991 e il 1996, PNC ha acquistato più di dieci banche e istituti finanziari più piccoli, inclusa la fusione da 30 miliardi di dollari della Midlantic Bank di Edison nel New Jersey nel 1996, che all'epoca era un terzo delle dimensioni di PNC. Ciò ha ampliato la sua base di mercato dal Kentucky all'area metropolitana di New York.
Nel 1998, PNC ha acquisito Hilliard Lyons per 275 milioni di dollari in contanti e azioni. Hilliard Lyons was sold in 2008. La Hilliard Lyons è stata venduta nel 2008.  Nel 1998, PNC ha venduto la propria attività di carte di credito a Metris (ora HSBC Finance) e MBNA.

### PNC Financial Services Group (2000)

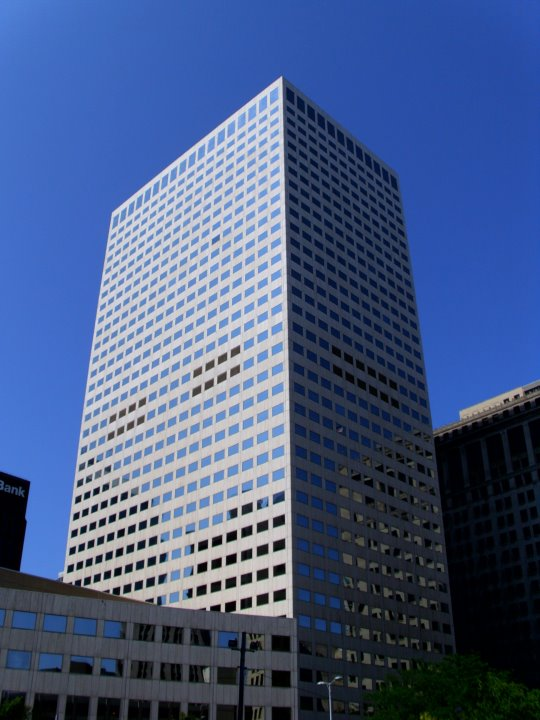
PNC Center a Cleveland, Ohio

Nel 2000, la società ha adottato una nuova immagine del marchio e ha cambiato nome in PNC Financial Services Group. Nel 2001, ha venduto il mutuo PNC originale a Washington Mutual a causa della volatilità del mercato.
Nel 2004, PNC ha rilevato la United National Bancorp con sede a Bridgewater, nel New Jersey, per 321 milioni di dollari in contanti e 6,6 milioni di azioni ordinarie. Un anno dopo, nel 2005, ha acquisito la Riggs National Corporation di Washington DC. Riggs era stata multata per aver aiutato il dittatore cileno Augusto Pinochet nel riciclaggio di denaro.  PNC è così diventata una delle più grandi banche nell'area metropolitana di Washington.
Nel 2005, PNC ha iniziato a esternalizzare i mutui a Wells Fargo. Nell'agosto 2006, PNC è tornata nel settore delle carte di credito commercializzando ed emettendo carte di credito con il marchio MasterCard in collaborazione con US Bancorp. Dopo la fusione di National City nel 2008, i prodotti US Bancorp sono stati convertiti in prodotti PNC Bank.

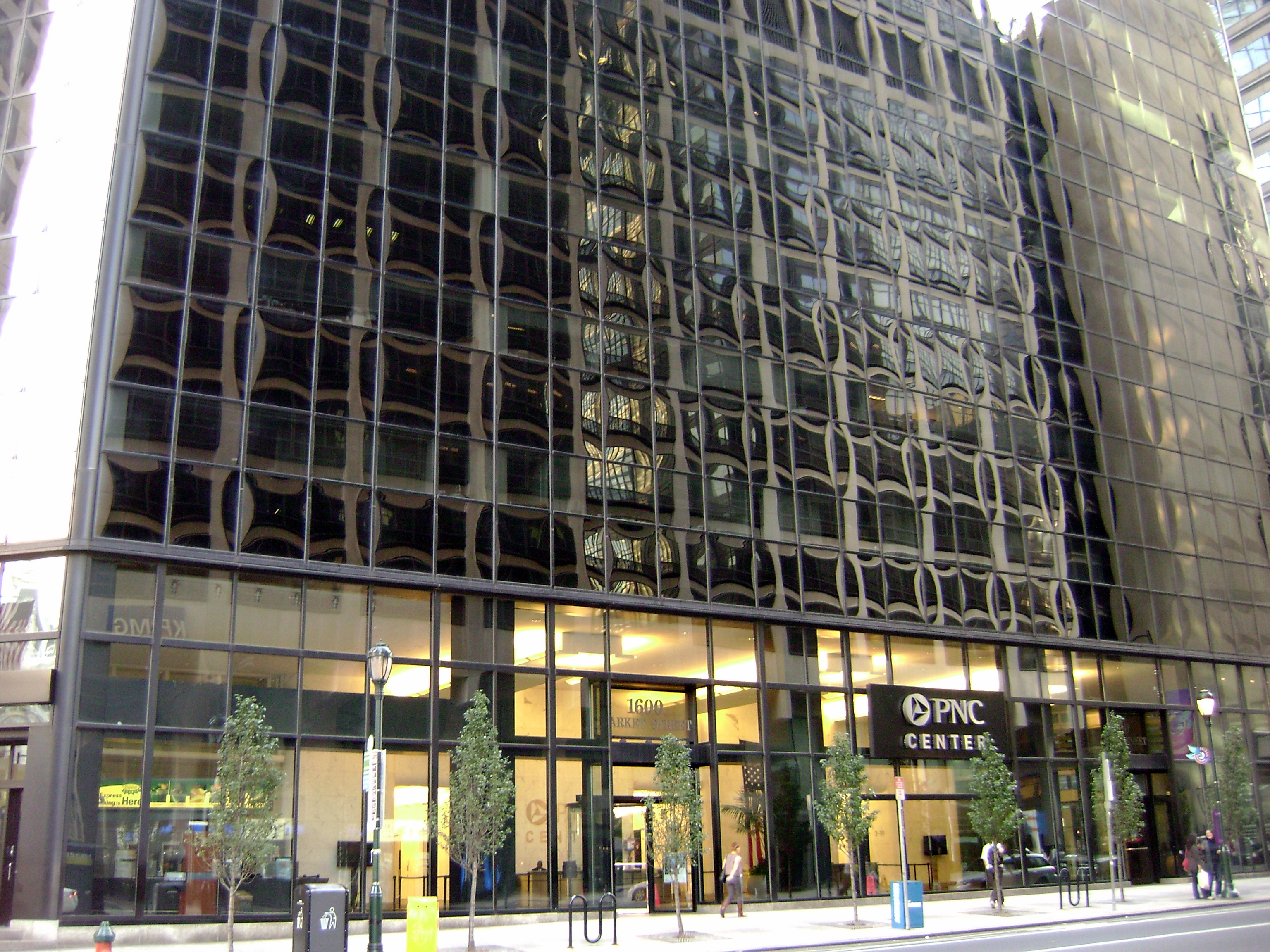
La sede della banca a Philadelphia, Pennsylvania

Il 2 marzo 2007, PNC ha acquisito Mercantile Bankshares con sede nel Maryland, rendendo PNC l'ottava banca più grande degli Stati Uniti per depositi;  il 26 ottobre 2007 Yardville National Bancorp, una piccola banca commerciale con sede nel New Jersey centrale e nella Pennsylvania orientale; il 15 settembre 2007 la Citizens National Bank di Laurel, nel Maryland; il 4 aprile 2008 la Sterling Financial Corporation, una banca commerciale e di consumo con conti e filiali nella Pennsylvania centrale, nel Maryland nord-orientale e nel Delaware.
Il 24 ottobre 2008, durante la crisi finanziaria del 2007-2008, è stata completata l'acquisizione di National City da parte di PNC per 5,2 miliardi di dollari in azioni.  L'acquisizione è stata finanziata con azioni privilegiate vendute al Tesoro degli Stati Uniti come parte del Troubled Asset Relief Program implementato come parte dell'Emergency Economic Stabilization Act del 2008. Le azioni emesse al Tesoro degli Stati Uniti furono riacquistate nel 2010.  PNC è diventatan quindi la quinta banca più grande degli Stati Uniti per depositi e la quarta per filiali.
Il 14 agosto 2009, PNC ha rilevato Dwelling House Savings & Loan e la sua unica filiale nell'Hill District di Pittsburgh dopo che Dwelling House è fallita ed è stata posta sotto amministrazione controllata dalla Federal Deposit Insurance Corporation (FDIC). Dwelling House era nota a Pittsburgh per fornire prestiti agli afroamericani a basso reddito che altre banche avrebbero negato. La filiale è stata chiusa e i conti sono stati trasferiti alla filiale PNC esistente nel distretto di Hill.
Nel luglio 2010, PNC ha venduto la sua controllata Global Investment Servicing (GIS) alla Bank of New York Mellon per rimborsare i fondi del Troubled Asset Relief Program, che erano stati utilizzati per l'acquisizione di National City nel 2008. GIS, fondata nel 1973 e con 4.700 dipendenti, è stata la seconda più grande agente di trasferimento di fondi comuni di investimento a servizio completo negli Stati Uniti e la seconda più grande fornitrice di contabilità e amministrazione a servizio completo per i fondi comuni di investimento statunitensi. GIS ha gestito un patrimonio totale di 1,9 trilioni di dollari e 58 milioni di conti degli azionisti. Era nota come PFPC fino al luglio 2008.

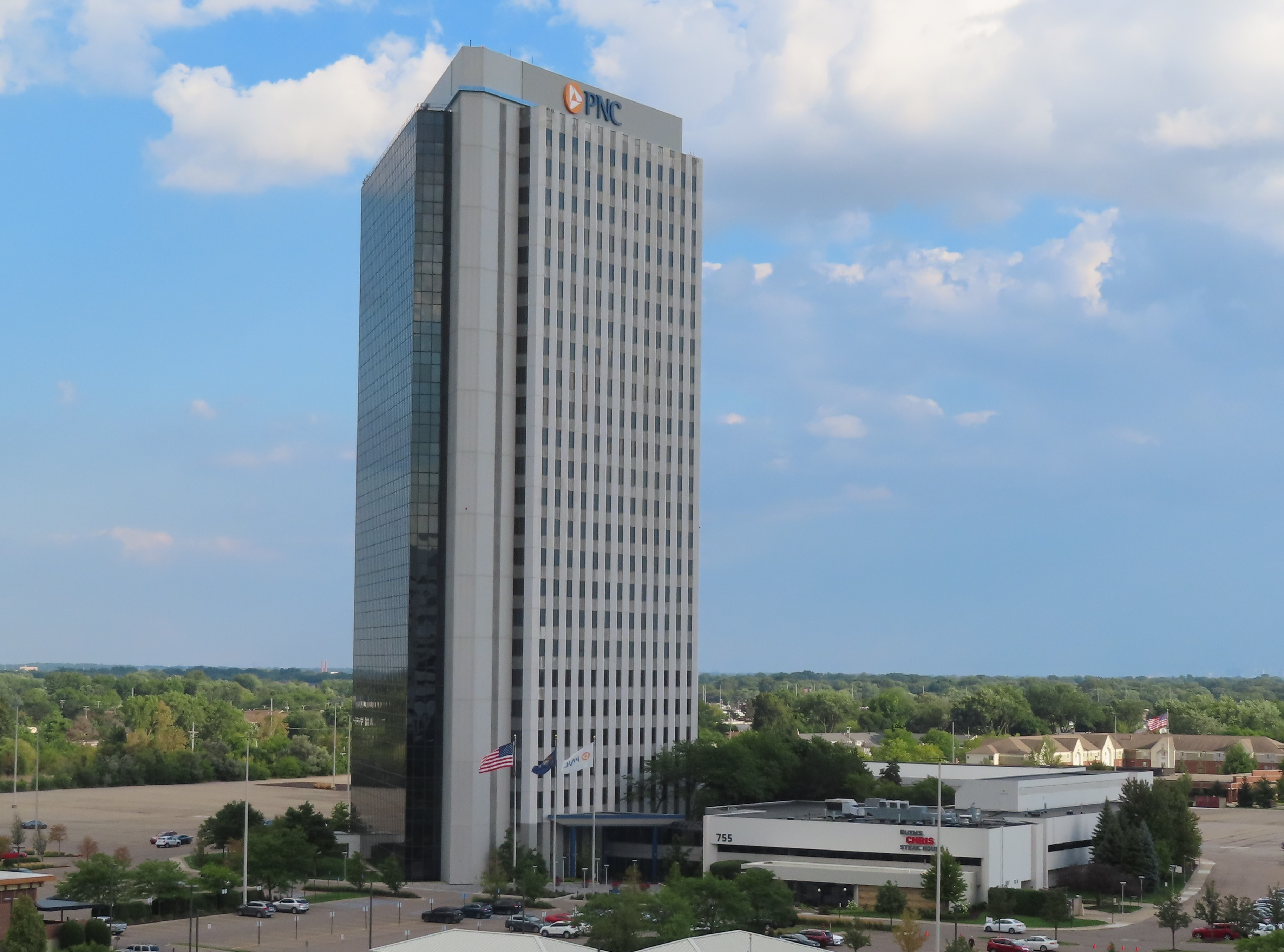
Sede PNC a Troy, Michigan

Nel gennaio 2011, PNC ha acquisito le filiali di BankAtlantic nella Tampa Bay Area. Nel dicembre 2011, PNC ha acquisito 27 filiali nella periferia nord di Atlanta con 240 milioni di dollari di depositi e 42 milioni di dollari di valore contabile da Flagstar Bank.
Nel 2012, PNC ha acquisito RBC Bank dalla Royal Bank of Canada per 3,45 miliardi di dollari. La RBC Bank aveva 426 filiali nella Virginia meridionale, Carolina del Nord, Carolina del Sud, Georgia, Alabama e Florida. Questa acquisizione ha reso PNC la quinta banca più grande per filiali dietro Wells Fargo, Bank of America, Chase Manhattan Bank e US Bank e la sesta più grande per attività totali dietro quete quattro banche e Citibank.
Nel settembre 2014, PNC ha acquisito Solebury Capital Group, una società di consulenza sui mercati dei capitali, per 50 milioni di dollari. Il 2 ottobre 2015, la banca ha aperto la Tower at PNC Plaza, la sua nuova sede all'angolo tra Fifth Avenue e Wood Street, nel centro di Pittsburgh. L'edificio, di proprietà di PNC e progettato da Gensler, ha vinto premi per le sue caratteristiche ecocompatibili.
Nell'aprile 2017, la società ha acquisito l'attività statunitense di finanziamento delle attrezzature di ECN Capital per 1,3 miliardi di dollari; nel novembre 2017 The Trout Group, una società di relazioni con gli investitori e consulenza strategica al servizio del settore sanitario; nel 2018 Fortis Advisors, che fornisce servizi per gli azionisti post-fusione. La banca si è classificata al centosessantacinquesimo posto nell'elenco 2018 di Fortune 500 delle più grandi società degli Stati Uniti in termini di fatturato.
Nel 2018, PNC ha iniziato ad aprire "Solution Centers", un ibrido tra filiali bancarie tradizionali e servizi solo bancomat, che servono principalmente nuovi mercati. Attraverso questo metodo, PNC ha ampliato la propria presenza al dettaglio a Boston, Denver, Kansas City, Nashville e in diversi mercati del Texas, tra cui Austin, Dallas, Houston e San Antonio. Anche due dei "Big Four" concorrenti di PNC, Bank of America e Chase Bank, si sono entrambi espansi in nuovi mercati attraverso questo metodo, incluso in quello di Pittsburgh.
Nel maggio 2020, la società ha venduto la propria partecipazione in BlackRock.
Il 1º giugno 2021, PNC ha acquisito BBVA USA per 11,6 miliardi di dollari in contanti.  L'acquisizione ha notevolmente rafforzato la sua presenza in Colorado e Texas, ha integrato la sua presenza in Alabama e Florida e ha introdotto la banca nei mercati dell'Arizona, della California e del Nuovo Messico. Sempre nel 2021, PNC ha concesso quasi 95.000 mutui per un valore di 34,8 miliardi di dollari. Si tratta di un aumento del 23% rispetto all'anno precedente e rappresenta il volume più alto dalle origini fino ad oggi.